# У заклон
У заклон (енгл. Take Shelter) амерички је психолошки трилер из 2011. режисера Џефа Николса у коме наступају Мајкл Шенон и Џесика Честејн.
Радња филма прати мирног породичног човека Кертиса (Мајкл Шенон) кога почињу да прогањају застрашујуће апокалиптичне визије. У страху од предстојеће олује, Кертис одлучује да сагради склониште како би заштитио своју породицу, али опсесија овом одлуком изазива тензију у његовом дому и доводи до низа проблема.
Филм је премијерно приказан на Филмском фестивалу Санденс, а убрзо након тога приказан је на Канском филмском фестивалу где је освојио награду FIPRESCI за најбољи филм у селекцији Critics' Week. Упркос слабој заради на биоскопским благајнама, филм је наишао на добар пријем код критичара и био је номинован за пет награда Спирит и четири награде Сатурн. Мајкл Шенон и Џесика Частејн су номиновани за награде бројних удружења филмских критичара за своје улоге, а ово је уједно и један у низу филмова премијерно приказаних 2011. који су покренули каријеру Частејнове.

## Улоге
| Глумац            | Улога   |
| ----------------- | ------- |
| Мајкл Шенон       | Кертис  |
| Џесика Частејн    | Саманта |
| Кејти Миксон      | Нет     |
| Шеј Вигам         | Дјуарт  |
| Кејти Бејкер      | Сара    |
| Реј Макинон       | Кајл    |
| Лиза Геј Хамилтон | Кендра  |
| Това Стјуарт      | Хана    |
| Стјуарт Грир      | Дејв    |